# Димний порох
Ди́мний по́рох або чо́рний по́рох — вибухова речовина, що складається з селітри, сірки та деревного вугілля. Чорний порох не є хімічною сполукою, це механічна суміш, що зазвичай має темно-сірий або чорний колір.[⇨]
Порох винайдений у Китаї в середині IX століття, де активно застосовувався у військовій справі та феєрверках. У XIII столітті китайці винайшли вогнепальну зброю, а порох потрапив до Аравії та Європи. Його широко застосовували в ролі запалювальної суміші, пропелента для стрілецької зброї й артилерії, наповнювача для бомб і феєрверків, а також для вибухових робіт у гірництві. Протягом майже тисячі років чорний порох був єдиною доступною людству вибуховою речовиною, допоки в другій половині XIX століття його не почали витісняти ефективніші спеціалізовані речовини: бездимні порохи для вогнепальної зброї, динаміт для гірництва, пікринова кислота й ТНТ для розривних зарядів тощо.[⇨]
Димний порох має низькі потужність і швидкість вибуху порівняно з сучасними вибухівками. Окрім цього, він гігроскопічний, а при згорянні утворює щільну хмару диму, що видає супротивнику місце вогневої позиції та закриває стрільцю ціль.[⇨] Однак він донині застосовується в складі сповільнювачів і запальників артилерійських боєприпасів, у феєрверках, вогнепровідних шнурах і в гірництві для «м'якого» підриву породи. Також його використовують ентузіасти та реконструктори.[⇨]
Порох здійснив надзвичайний вплив на плин історії людства, докорінно змінивши характер бойових дій і принципи державотворення. Дослідження пороху різними науковцями вплинуло на наближення Наукової та Промислової революцій.[⇨]

## Історія

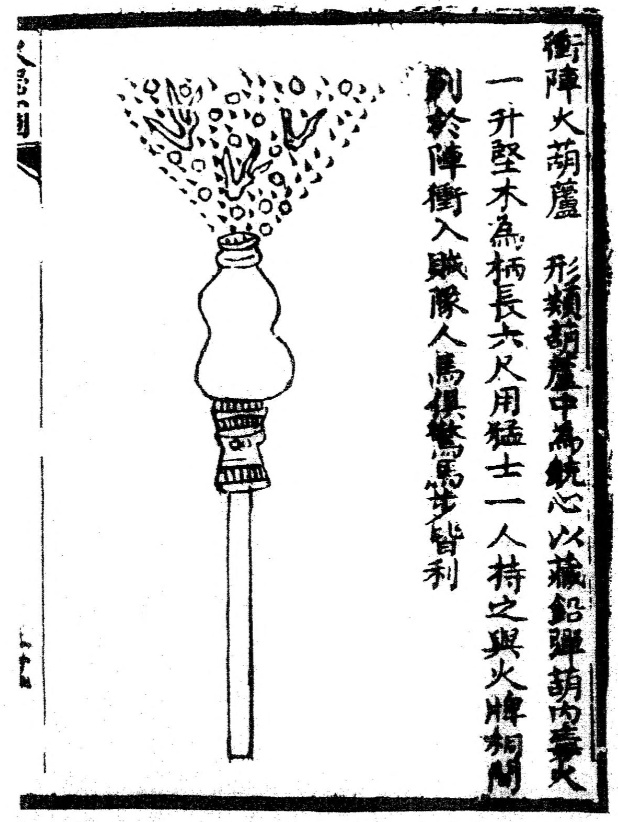
Вогневий спис з Холунцзін (14 століття)

### Виникнення
Найімовірніше, димний порох уперше виник протягом IX століття в результаті дослідів алхіміків династії Тан, які розробляли лікарські засоби, змішуючи різноманітні речовини. Невдовзі після появи він став військовим засобом, що вперше зафіксовано на початку X століття. Найдавніший збережений рецепт пороху походить з військового компендіуму «Уцзін Цзун'яо», створеного 1044 року династією Сун. Ранні порохи містили мало селітри, тому мали не вибуховий, а запалювальний характер згоряння. Такі суміші застосовували передусім у вогневих стрілах і запалювальних бомбах для катапульт.
Значне поширення пороху як військового засобу розпочалось у XII столітті під час сунсько-цзінських війн, де обидві сторони широко застосовували запалювальні суміші. В середині століття почали набувати поширення прототипи вогнепальної зброї — вогневі списи, що вивергали полум'я на невелику відстань і пізніше набивались шматками металу чи кераміки. На початку XIII століття разом зі зростанням частки селітри поширились справжні вибухові пристрої — «залізні бомби» або «громові бомби, що стрясають небеса», а наприкінці століття примітивні вогневі списи почали поступатись місцем першим гарматам і ручницям з металевими стволами. Окрім вогнепальної зброї, вогневих стріл, списів і бомб, в Китаї з'явилися інші види порохової зброї, такі як стріли на ракетній тязі (та навіть залпові установки), ручні гранати, протипіхотні міни, морські міни та вогнемети з селітровмісними сумішами. Крім того, китайці застосовували порох для феєрверкових виробів, серед яких були й такі, що злітали й вибухали в повітрі.
Хоча сучасні історики погоджуються, що порох виник у Китаї, раніше існували гіпотези про його походження з Європи, Аравії, Індії тощо, нерідко підкріплені європоцентричними чи націоналістичними міркуваннями, як то вигадана історія про Бертольда Шварца. Ці гіпотези наразі вважаються спростованими, оскільки в Китаї описи пороху трапляються значно раніше, й лише там задокументовано поступовий процес його перетворення із запалювальної суміші на вибухову. Крім того, в Китаї селітра, головний інгредієнт пороху, відома щонайменше з перших століть нашої ери, тоді як арабські та європейські джерела вперше її описують лише в XIII столітті. Перші відомі свідчення про порох поза Китаєм походять із Європи (Роджер Бекон, 1267 рік; та «Liber Ignium», близько 1280 року) й Аравії (Хасан аль-Рамма, близько 1280 року).

### Епоха вогнепальної зброї
Вогнепальна зброя з металевими стволами виникла в Китаї наприкінці XIII століття й відігравала важливу роль у становленні імперії Мін та її експансії протягом XIV століття. Однак гармати там були невеликі, оскільки землебитні стіни китайських міст були непробивні для них і китайці не мали потреби збільшувати розмір зброї. Перші задокументовані зразки вогнепальної зброї з'явились у Європі протягом 1320-х років, і протягом наступних десятиліть застосування такої зброї стрімко поширювалось. Наприкінці XIV століття європейці зрозуміли, що артилерія може бути корисна для пробиття стін, і це привело до появи бомбард великих розмірів, здатних метати кам'яні ядра масою в сотні кілограмів. Наприклад, 1453 року турки з допомогою численних бомбард здолали стіни Константинополя, що раніше вважались неприступними. Перші згадки вогнепальної зброї поза Китаєм та Європою з'явились пізніше: протягом 1360—1370-х на Близькому Сході, наприкінці XIV століття в Ірані та Центральній Азії, 1382 року на Руси й лише 1442 року в Індії — тож не виключено, що європейці отримали знання про вогнепальну зброю безпосередньо від китайців.

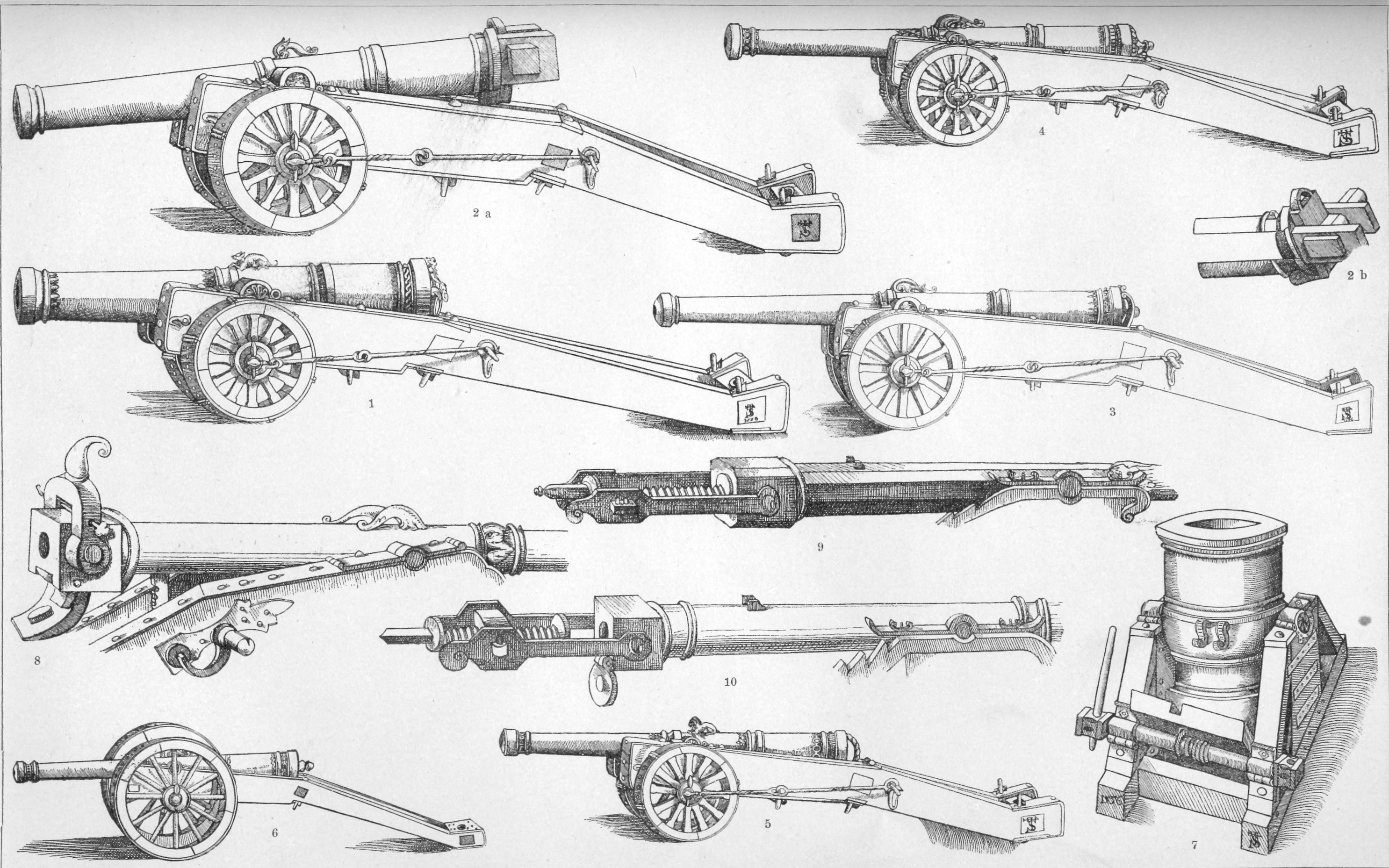
Артилерія XVI століття

Протягом другої половини XV століття вогнепальна зброя й порох в Китаї розвивались повільно, на відміну від Європи. Європейці почали будувати власні селітрові плантації, а оскільки в Європі поклади селітри незначні, її доводилось імпортувати з Індії. Також розвинулось гранулювання, яке зробило порох потужнішим, надійнішим і значно зручнішим для застосування. Наприкінці століття європейці розробили низку технологій, що задали тенденцію до середини XIX століття: «класичні гармати» з видовженими стволами, аркебузи, гарматні вітрильники-галеони та бастіонні фортеці. Гранулювання пороху та очищення селітри склали класичний рецепт пороху протягом раннього Нового часу, і з незначними змінами він зберігався до XIX століття.
Виробництво пороху, вогнепальної зброї, гарматних кораблів і будівництво бастіонних фортів було дуже витратним, що сприяло переходу європейців від феодальних до централізованих держав з податковими структурами, що вже давно відбулось у Китаї та інших країнах Азії. Це дозволило європейцям розпочати світову експансію, піонерами якої стали Іспанська та Португальська імперії, а в XVII столітті продовжили Голландська республіка та Британська імперія. Протягом кінця XVI — середини XVII століть під впливом Моріца Оранського та Густава II Адольфа європейські держави утворили ефективні армії мушкетерів та артилеристів, що частина істориків називає військовою революцією. Європейські новації швидко переймали близькосхідні й далекосхідні імперії, адаптуючи до своїх військових традицій. Між Європою та імперією Цін (Китай) виникла низка суходільних імперій, які мали централізоване управління й активно використовували вогнепальну зброю для експансії, такі як Османська імперія, персидська імперія Сефевідів, індійська імперія Великих Моголів та Московське царство.
Промислова революція принесла значний поступ у технологіях димного пороху в XIX столітті. З'явився пресований порох для великих гармат, доступний у вигляді гранул, форма яких дозволяла отримувати рівномірніше згоряння замість швидкого вивільнення енергії, що сприяло виникненню довгоствольніших і потужніших гармат. Ще повільніше згоряння забезпечував бурий порох, що використовував менш карбонізоване вугілля та дуже низький вміст сірки.

### Мирне застосування

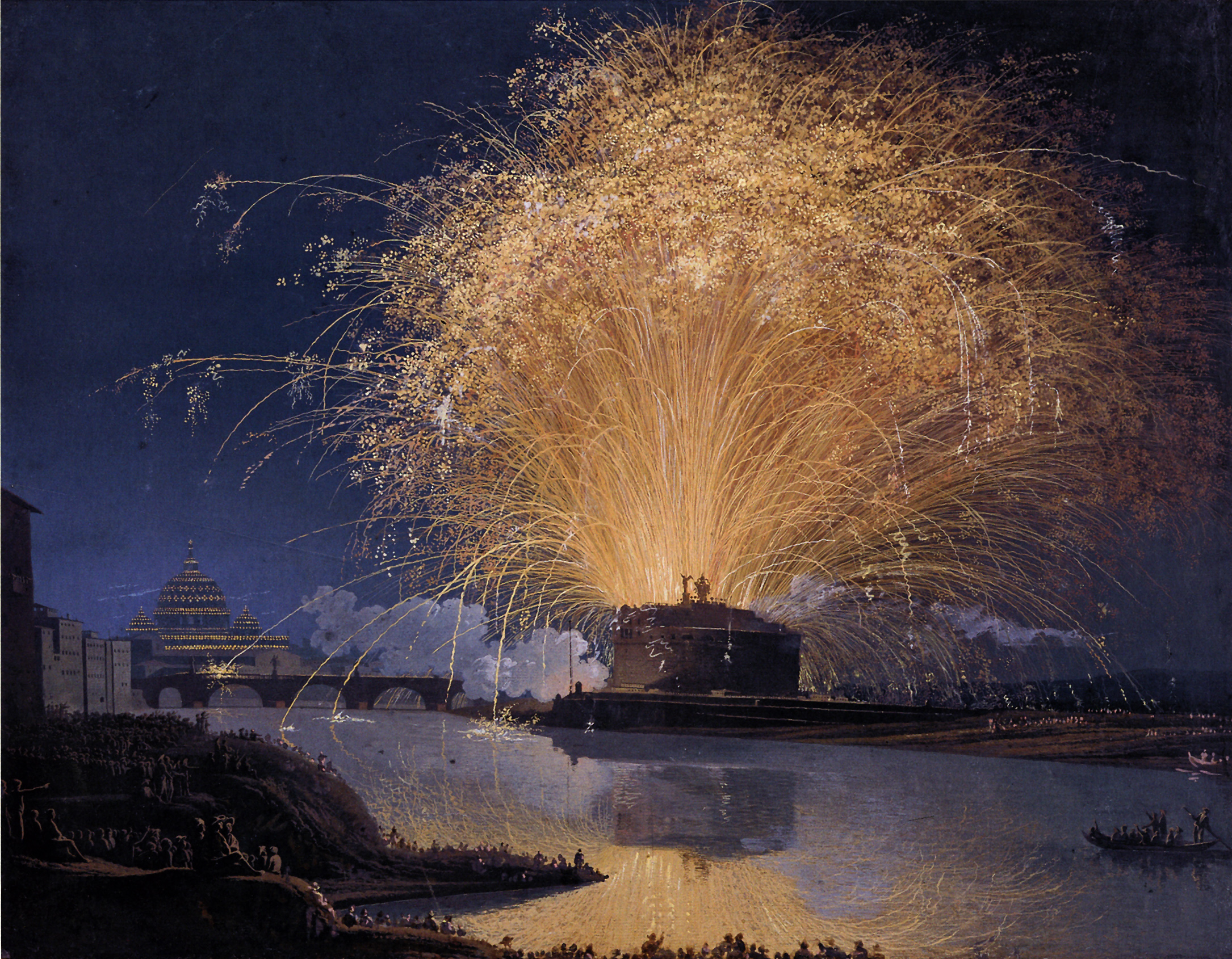
«Феєрверк над Енґельсбургом у Римі»,, 1775

З давніх часів порох використовували для феєрверків. Достеменно відомо про китайські петарди з ним щонайменше з XII століття, а з XIV століття, коли порох перебував у більш-менш загальному доступі, феєрверки з ним набули поширення. Нерідко піротехніку використовували в під час вистав. Щонайменше з кінця XVIII століття з описів європейців відомо, що китайці вміли створювати кольорові феєрверки. Вони могли існувати й раніше, оскільки ще 1412 року у військовому компендіумі «Холунцзін» було описано створення військових сигнальних димів різних кольорів, а в трактаті 1753 року містяться рецепти порохових феєрверків з кольоровим вогнем жовтого, фіолетового, зеленого, бузково-білого та білого кольорів. На Заході кольорові феєрверки почали поширюватись у XIX столітті, а розвиток хімії сприяв різноманіттю та видовищності цієї розваги.
Порох використовували також у гірництві та інженерії для вибухових робіт. Достеменно відомо про застосування пороху 1541 року для підриву пород при роботах на Великому китайському каналі. Про використання під час видобування корисних копалин відомо дуже мало, тож імовірно, воно було малопоширене. Піонером буропідривних робіт був австрієць Каспар Вайндль (нім. Kaspar Weindl), який 1627 року показав можливість видобувати ресурси, розколюючи тверду породу вибухом. Підхід Вайндля швидко поширився Європою й поступово вдосконалювався. Першим масштабним застосуванням пороху для цивільного інженерного проєкту в Європі стало будівництво Лангедокського каналу у Франції, що завершилось 1681 року. Ця подія задала тенденцію на наступні 200 років — спочатку будівництва каналів, а потім залізниць отримали можливість швидкого руйнування твердої породи вибухом.

### Вихід з ужитку та сучасне застосування

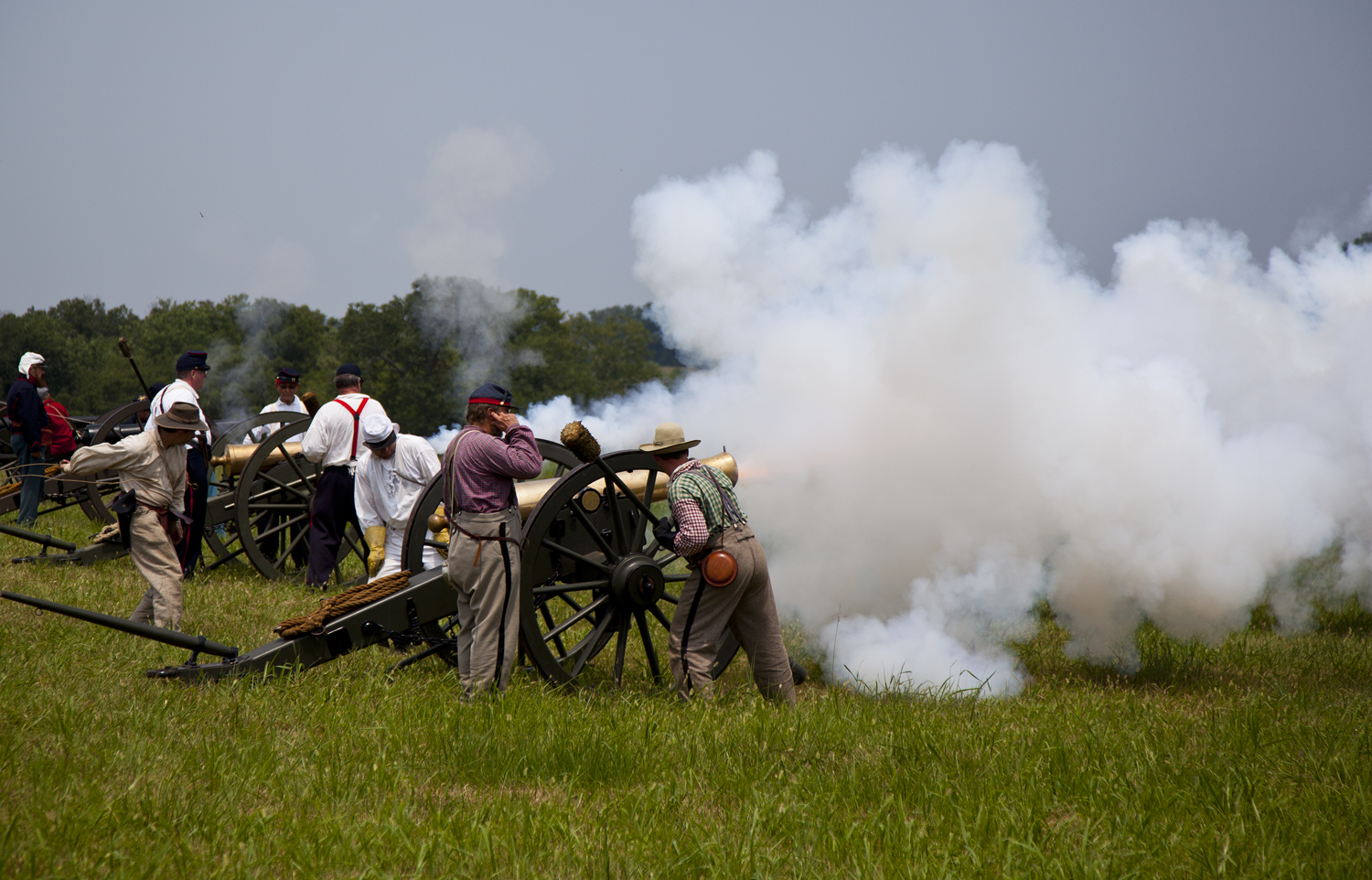
Щільний пороховий дим від пострілів гармат на історичній реконструкції

Протягом майже тисячі років димний порох був єдиною вибуховою речовиною. У другій половині XIX століття почали з'являтись речовини, що краще годились для специфічних завдань: гримуча ртуть як ініціювальна вибухівка, бездимні порохи в ролі метальних речовин, пікринова кислота й ТНТ для вибухових снарядів і динаміт для буропідривних робіт. Ці речовини протягом кількох десятиліть практично повністю замінили димний порох.
Після появи ефективніших вибухівок за димним порохом залишились нішові застосування. Він все ще був ключовим засобом для феєрверків, хоча й розділив цю галузь із хлоратом калію, також знайшов обмежене застосування у гірництві для «м'якого» підриву порід.
Димний порох донині використовують у складі запальників артилерійських пострілів, оскільки він легко підпалюється й швидко горить, утворюючи тиск і температуру, що сприяють рівномірному запаленню основного метального заряду бездимного пороху. Запальники з димним порохом можуть бути присутні як у гільзових (зазвичай у капсульних втулках), так і в картузних (пришиті до картуза або вкладені мішечками чи трубками) пострілах. Також димний порох використовують для вогнепровідних шнурів; холостих і тренувальних набоїв і снарядів; вибивних зарядів, сповільнювачів, порохових петард і запобіжників у підривачах боєприпасів тощо. Окрім того, його використовувала низка гранатометів XX століття, як-от німецький Panzerfaust і радянський РПГ-2.
Димний порох також застосовують мисливці та стрільці-аматори, реконструктори та колекціонери, для яких у країнах Заходу навіть існують замінники димного пороху, що імітують характерний дим і балістичні властивості, однак безпечніші й менш корозійно агресивні. Існує низка спортивних дисциплін, які використовують димний порох, як-от muzzleloading, що в перекладі буквально означає «дульне заряджання».

## Склад і характер суміші

### Зовнішній вигляд і фізичні властивості
Чорний порох має темно-сірий або чорний колір. Великі зерна можуть мати синьо-чорний або сіро-чорний колір з металевим відблиском. Інтенсивний чорний колір свідчить про вологість. Якісний порох не забруднює рук, не залишає пилу на папері та опирається розчавлюванню між пальцями. Густина зерен димного пороху зазвичай становить 1,5—1,93 г/см³ (типово 1,5—1,6 для рушничного та 1,7—1,9 для пресованого), насипна щільність — 0,9—0,98 кг/л (типово 0,905—0,925 для рушничного та 0,96—0,98 для великозернистого).

### Пропорції інгредієнтів
Чорний порох складається з трьох компонентів: селітри (зазвичай — калієвої), деревного вугілля та сірки, пропорції яких істотно різняться залежно від історичного періоду та призначення пороху. Димний порох не є хімічною сполукою, це механічна суміш кількох сполук, не об'єднаних на молекулярному рівні.
Класична пропорція селітри, деревного вугілля та сірки (за масою) — 75 : 15 : 10 %, яку асоціюють із Королівськими порохівнями абатства Волтем (Велика Британія). Також це можна подати як 15 : 3 : 2 частин за масою або приблизно 6 : 4 : 1 частини за об'ємом. Ця формула не має строгого обґрунтування, але забезпечує порох добрими балістичними властивостями й достатньо близька до теоретичного стехіометричного складу, який становить приблизно 75 : 12 : 13 %. Єдиної найдосконалішої формули для пороху не існує, оскільки показники вибухівки більше залежать не від пропорцій, а від якості інгредієнтів та культури виробництва; для різних інгредієнтів і способів виробництва можуть краще працювати різні формули. Однак більшість рецептів димного пороху з XIX століття близька до 75 : 15 : 10 %.
Вміст нітратів (селітри) є важливим для вибухової здатності пороху, його зростання до певної межі пришвидшує горіння. На швидкість згоряння та, відповідно, ефективність пороху впливають і інші чинники, як то тиск та герметичність контейнера. Навіть порох з низьким вмістом нітратів можна примусити до вибуху за певних умов. Якщо на відкритому повітрі він буде спокійно горіти, то замкнений у паперовому чи картонному контейнері може вибухнути. Цей факт, імовірно, був відомий у Китаї ще з другої половини X століття, а наприкінці XII століття вже з'явились суміші, здатні розірвати чавунні ємності. Нижня межа для вибухового пороху становить близько 50 % селітри.
Якщо стрільний порох зазвичай має вміст селітри близько 75 %, то в гірничому вміст може суттєво різнитись. Наприклад, у Франції розрізняли сильний і слабкий порохи з пропорціями 75 : 15 : 10 % та 40 : 30 : 30 % відповідно. Відрізнявся також і вміст сірки. Наприклад, наприкінці XIX були достатньо поширені пресовані артилерійські порохи з низьким вмістом сірки (2-3 %), що зменшувало швидкість горіння. Також для них використовували буре деревне вугілля, отримувавши ще повільніший бурий порох.
Звичайно порох містить 0,8—1,5 % вологи, причому якісний порох має містити її не більше 1 %. За вмісту понад 2 % запалювання ускладнюється, хоча відсирілий порох усе ще зберігає вибухові властивості, й лише за 15 % втрачає здатність до горіння. Порох гігроскопічний, тобто всотує вологу із повітря, причому порох із вмістом вологи до 5 % може повністю відновлювати початкові властивості після висушування.

### Інгредієнти

#### Селітра

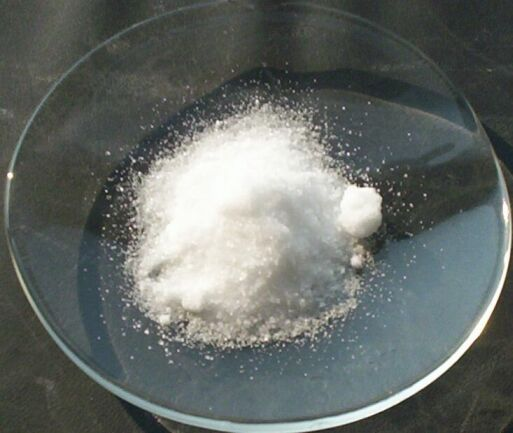
Калієва селітра, основний компонент димного пороху

Основним інгредієнтом пороху є селітра, яка виконує функцію окисника, тобто надає кисень для горіння. Зазвичай використовують калієву селітру (нітрат калію, KNO3), яка забезпечує найкращі властивості пороху. Кальцієва (нітрат кальцію, Ca(NO3)2) та натрієва (нітрат натрію, NaNO3) селітри теж придатні для виготовлення пороху, однак вони значно гігроскопічніші, тож порох на їхній основі швидше псується від вологи. Для якнайвищої якості пороху селітра має містити якомога менше домішок, тому потребує очищення.
Поклади калієвої селітри трапляються лише в деяких регіонах, як то Китай та Індія. Видобувана в середньовічній Європі селітра значною мірою складалась із нітрату кальцію, але в ранньому Новому часі європейці вже вміли конвертувати її в калієву за допомогою хімічних реакцій. Натрієва селітра, багаті поклади якої присутні в Чилі, знайшла своє застосування в гірництві, де порох на її основі зберігали в герметичних фасуваннях або глазурували графітом. Наприкінці XIX століття та під час Першої світової обмежене застосування отримав амонійний порох на основі надзвичайно гігроскопічної амонійної селітри.

#### Деревне вугілля

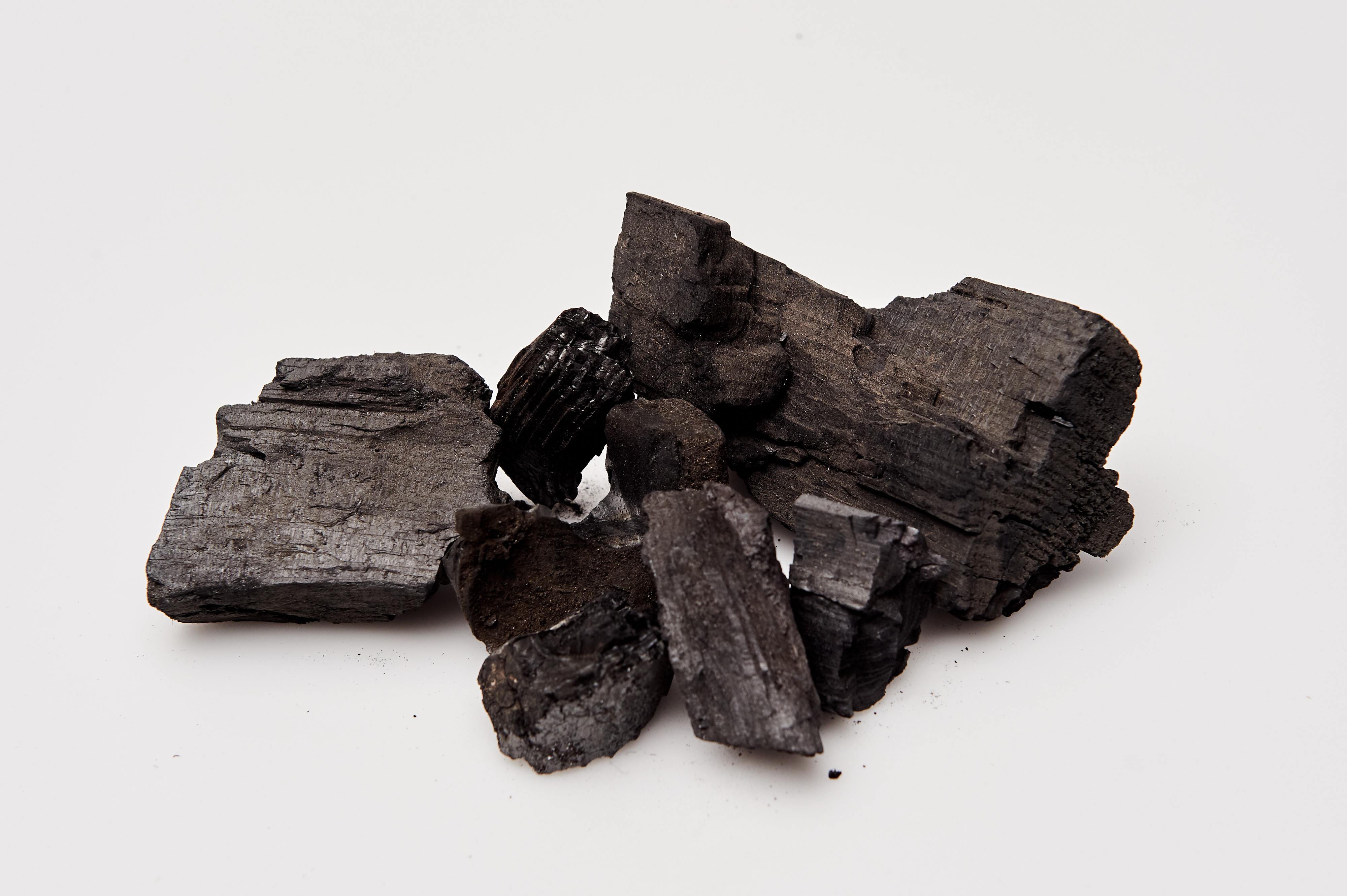
Деревне вугілля

Деревне вугілля отримується з органічних речовин рослин при піролізі та складається передусім з аморфного вуглецю, а також містить кисень і водень у формі летких органічних сполук. Ці речовини дуже важливі для займання пороху, тому деревне вугілля має містити достатню їхню кількість. У складі димного пороху деревне вугілля є основним паливом, тому його характеристики істотно впливають на властивості пороху: воно має легко займатись, швидко горіти й містити якнайменше золи.
Вугілля для звичайного пороху (наприклад, гірничого або піротехнічного) можна виготовити з будь-якої деревини. Для високоякісного стрільного пороху найкращі результати дають м'які сорти деревини, оскільки вугілля на їх основі швидше горить. Вік дерева зазвичай обирають у межах 2—10 років, бо молоді дерева мають високу зольність, а старі — неоднорідну структуру. Типово застосовують вільху, крушину та вербу, також годяться тополя, черемха, осика, ліщина й липа. Можна використовувати не лише деревину, але й інші рослинні матеріали, як-от льон, прядиво та житню солому.
Історично вугілля виготовляли за допомогою піролізних печей, які забезпечували недостатньо рівномірну карбонізацію. Натомість реторти, що з'явились у XIX столітті, дозволяють отримати однорідне вугілля високої якості з необхідним рівнем карбонізації. Розрізняють два основні види деревного вугілля, залежно від ступеня карбонізації: найбільш карбонізоване чорне утворюється звуглюванням за температури 350—450°С, має вміст вуглецю 80—85 %, та буре (не плутати з викопним бурим вугіллям) — температура 280—320°С та 70—75 % вуглецю. Менша карбонізація призводить до легшого займання, але повільнішого горіння та вищої гігроскопічності. Димний порох на основі чорного вугілля називають чорним, а на основі бурого — бурим (або коричневим). Бурий порох зазнав певного поширення як артилерійський і рушничний наприкінці XIX століття.

#### Сірка

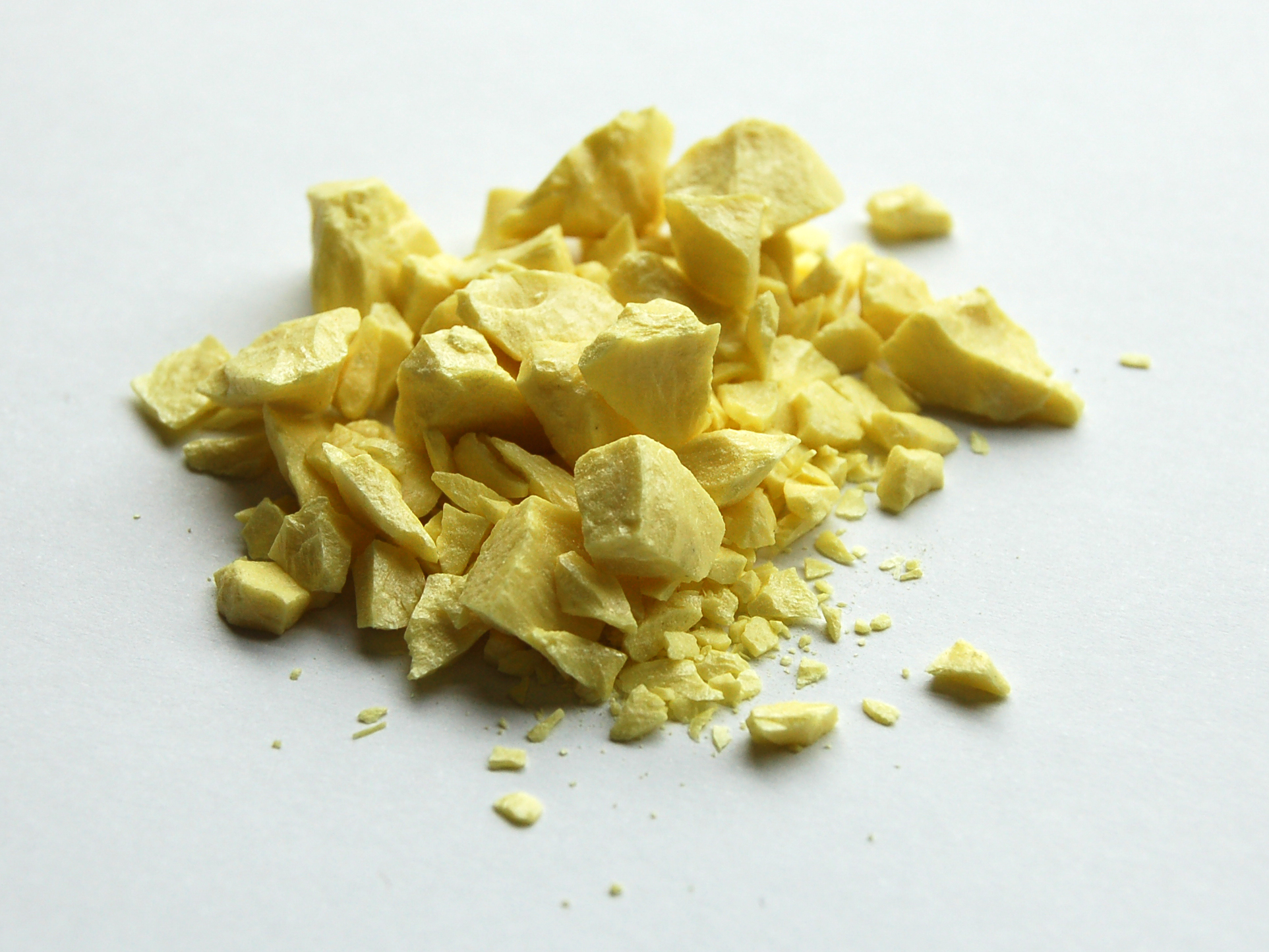
Сірка

Сірка в пороховій суміші є відновником і виконує низку ролей. Вона збільшує кількість газу при реакції, сприяє швидшому та простішому займанню суміші та є додатковим паливом. Існували й безсірчані порохи, зокрема, їх використовували в піротехніці у Великій Британії та СРСР протягом XX століття.
Найкращою для димного пороху є очищена колодочкова сірка без домішок арсену, сірчаної й сірчистої кислот. Загалом, для димного пороху годиться практично будь-який вид сірки, в тому числі сірчаний цвіт, хоча його недоліком є підвищена гігроскопічність.

### Модифікації рецептів

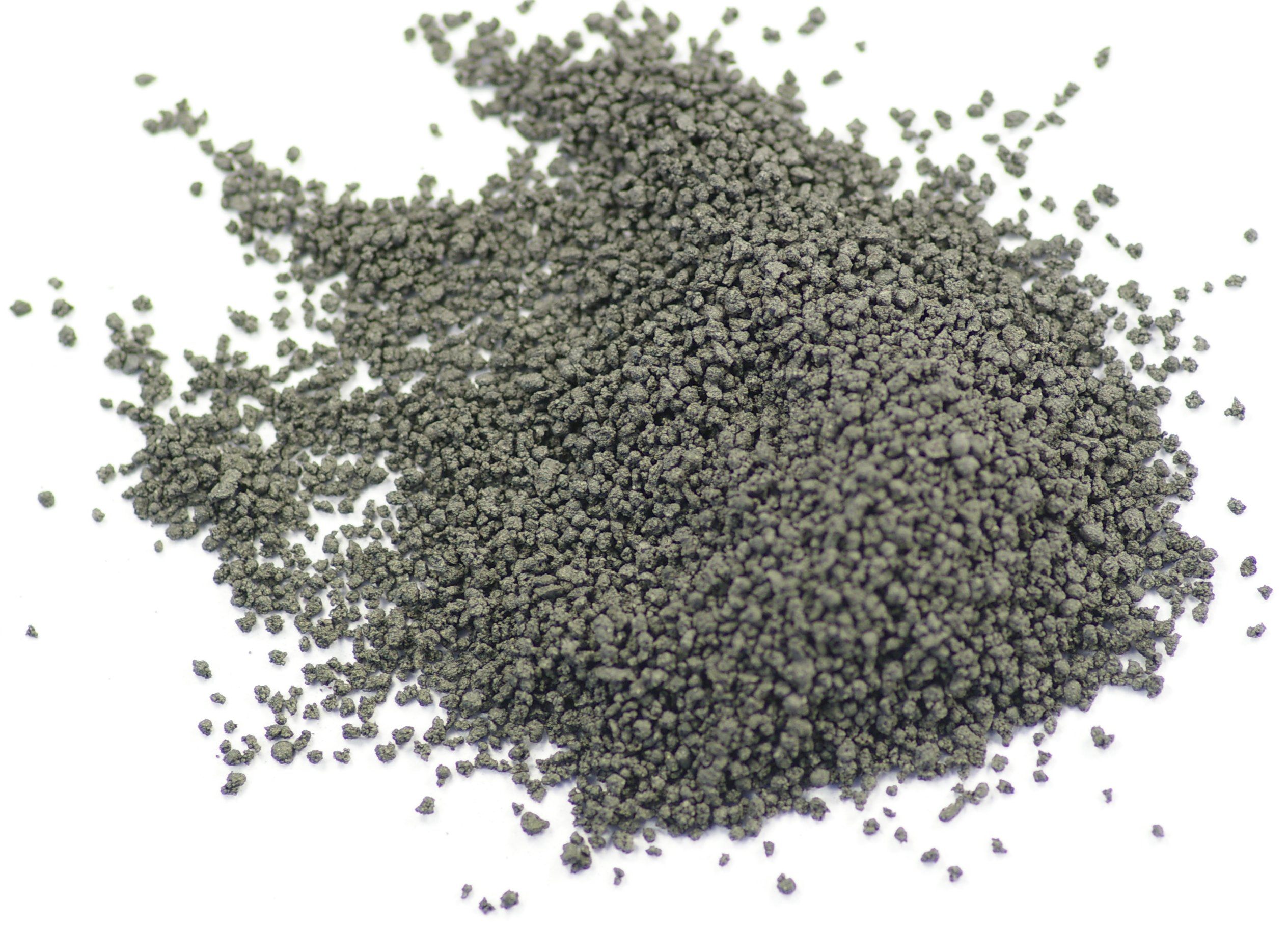
Pyrodex сорту FFg, один із найпопулярніших замінників димного пороху.

- Чорний порох (додано для порівняння) — основний димний порох, який складається з селітри, сірки та чорного деревного вугілля. Традиційним вважається склад пороху Королівських порохівень абатства Волтем[en] — 75 % калієвої селітри, 10 % сірки та 15 % деревного вугілля за масою.[83]
- Амонійний порох — порох, що використовує амонійну селітру (нітрат амонію, NH4NO3). Він виник наприкінці XIX століття й отримав використання в артилерії.[84]
- Боббініт (англ. Bobbinite) — британський гірничий порох з пропорцією 62—66 : 17—19,5 : 1,5—2,5, а також 2,5—3,5 % парафіну та 13—17 % сульфату амонію з мідним купоросом (пізніше — з 7—9 % крохмалю), які зменшують потужність пороху разом зі зменшенням температури горіння, що підвищує безпеку для шахт.[85][60]
- Безсірчаний порох — порох, що не містить сірки. Стехіометричний склад: 87,1 % селітри та 12,9 % деревного вугілля. Такі суміші використовувались як запалювальні речовини.[86]
- Бурий порох[en] — димний порох на основі бурого деревного вугілля.
- Замінники димного пороху[en] — різноманітні речовини, що імітують димний порох. Вони зазвичай призначені для аматорської та спортивної стрільби й типово безпечніші та менш корозійні.[87]
- Пікратний порох — суміш пікрату амонію[en] з калійною селітрою, описаний 1869 року незалежно М. Брюжером (фр. M. Brugère) і Фредеріком Абелем на роль стрільного пороху. Випробування відбувались у 1880-ті. Суміш мала аналогічний з димним порохом спосіб виробництва та була потужніша за нього, однак не встигла отримати поширення через появу бездимних порохів.[88]
- Прото-порох — назва, яку деякі дослідники (наприклад, Джозеф Нідем) використовують для ранніх рецептів сумішей, подібних до пороху, що містили замість деревного вугілля інші вуглевмісні матеріали, як сушені рослини та мед.[89]
- Рашит (англ. Raschite) або «білий порох» — низка гірничих рецептів 65—70 % натрійної селітри та 30—35 % бензенсульфонату[en], крезольсульфонату або ксиленсульфонату натрію.[86]
- Червоно-білий порох — порох, у якому замість сірки та вугілля використовують цукор і червоний оксид заліза. Він може виконувати роль пропелента для невеликої вогнепальної зброї.[90]

Існували й інші допоміжні речовини. Наприклад, трубковий порох, призначений для дистанційних трубок, для зниження швидкості горіння могли модифікувати за допомогою покриття гранул флегматизувальною плівкою або введення допоміжних речовин, як-от шелак, парафін, каніфоль, ідітол, бакеліт тощо. До деяких порохів додають аскорбінову кислоту.
Деревне вугілля можна замінити цукром або цукровим вугіллям, хоча швидкість згоряння такого пороху нижча. Сплавлення селітри з цукром може давати непогані результати для ракетного палива. Також вугілля можна замінити фенолфталеїном, однак такі суміші не поширені через вартість цієї сполуки.
Порох на основі хлорату калію (бертолетова сіль) надзвичайно небезпечний, тому ніколи не застосовувався на практиці. Натомість перхлорат калію використовують у деяких замінниках димного пороху та феєрверкових сумішах.

### Розмір і форма зерен

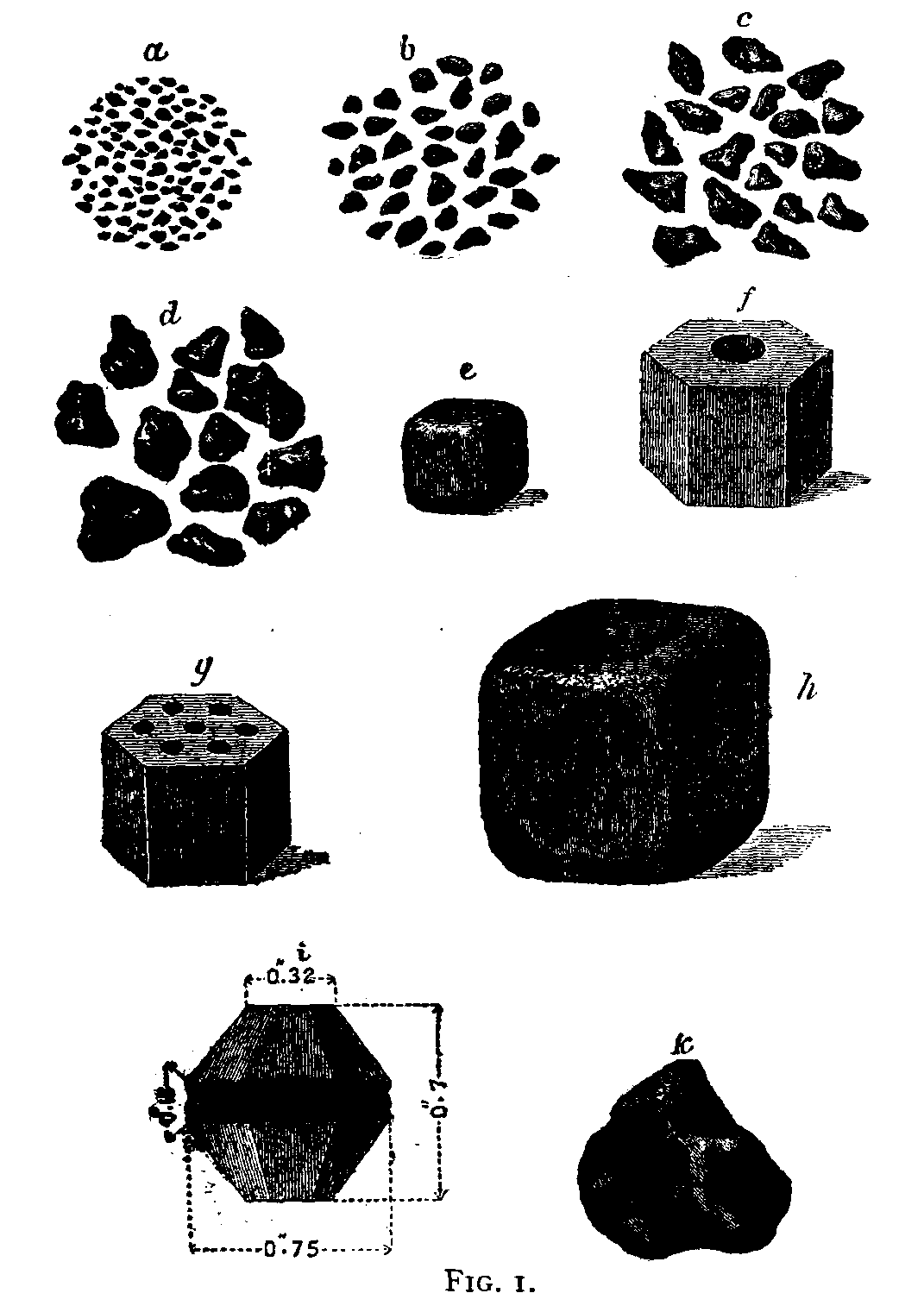
Форми димного пороху, описані в Encyclopædia Britannica 1911 року.

Густина, розмір і форма порохових зерен істотно впливають на характеристики згоряння або вибуху пороху, тому для різних призначень виготовляли порохи з різними розмірами зерен. Оскільки порохове зерно горить паралельними шарами, то що більший його розмір, то довше воно згоряє — відповідно, що більший середній розмір зерна, то повільніша швидкість згоряння порохового заряду. В артилерії в другій половині XIX й на початку XX століття використовували фігурний порох — пресований у формі кубічних або призматичних гранул. Натомість сферичні гранули забезпечують більш передбачуване запалювання й тому цінувались у спорті.
Дрібнодисперсний, не гранульований порох називають пороховим м'якушем (або пороховою м'якоттю; також у середні віки його називали «серпентин»). Історично він виник першим і мав низку недоліків: розшаровувався при транспортуванні, забезпечував слабко передбачуване згоряння, був незручний для заряджання тощо. Упродовж Середньовіччя його здебільшого замінив гранульований порох, а в XIX столітті з'явився також і пресований.
У США існує система буквених позначень для гранул різного розміру. Сорт пороху позначається як g для стрілецької зброї та A для феєрверків. Розмір зерна позначається літерами F, більша кількість яких відповідає дрібнішому зерну. Гарматні сорти можуть не відповідати цій системі позначень. Приклади сортів за американською системою:
| Назва сорту  | Середній розмір зерна, мм | Призначення                                                                                 |
| ------------ | ------------------------- | ------------------------------------------------------------------------------------------- |
| Cannon       | 3,35                      | гармати                                                                                     |
| A-1          | 2                         | гарматні салюти                                                                             |
| Fg (1Fg)     | 1,7                       | невеликі гармати, великокаліберні гвинтівки та дробовики (8 калібр і більше)                |
| FFg (2Fg)    | 1,18                      | звичайні дробовики, історична стрілецька зброя: мушкети, фузеї, гвинтівки та великі пістолі |
| FFFg (3Fg)   | 0,85                      | гвинтівки до 45-го калібру, пістолети, револьвери, дерринджери                              |
| FFFFg (4Fg)  | 0,47                      | запалювальні полиці кременевих замків                                                       |
| FFFFFg (5Fg) | 0,149                     | запалювальні полиці кременевих замків                                                       |

Енциклопедичний словник Брокгауза та Єфрона подає такі сорти пороху в Російській імперії станом на 1898 рік:
| Назва сорту                     | Густина, г/см³ | Розмір і форма зерна, мм | Призначення                                            |
| ------------------------------- | -------------- | --- | ------------------------------------------------------ |
| Рушничний чорний                | 1,6            | 0,75—1,25 |                                                        |
| Рушничний бурий                 | 1,75           | 0,4—0,75 |                                                        |
| Мисливський чорний (великий)    | 1,6            | 0,4—0,75 |                                                        |
| Мисливський чорний (дрібний)    | 1,6            | 0,15—0,4 |                                                        |
| Артилерійський чорний           | 1,6            | 1,25—2 | холоста стрільба та розривні заряди                    |
| Великозернистий чорний          | 1,7            | 5—10 | гірські та польові гармати                             |
| Бурий кубічний                  | 1,8            | Куб 12×12×12 мм | 47-мм довгоствольна гармата                            |
| Чорний призматичний             | 1,75           | Шестикутна призма з 7 каналами: - висота 25 мм, - діаметр вписаного в основу призми кола 37,5 мм, - діаметр каналів 5 мм    | короткоствольні гармати калібру 6' (152,4 мм) і більше |
| Бурий призматичний (шоколадний) | 1,88           | Шестикутна призма з одним каналом: - висота 25 мм, - діаметр вписаного в основу призми кола 37,5 мм, - діаметр каналу 10 мм | довгоствольні гармати калібру 6' (152,4 мм) і більше   |

Німецький автор Альфред Штетбахер подає такі сорти станом на 1933 рік:
- дрібний мисливський: 0,3—0,5 мм;
- рушничний: 0,7—1,6 мм;
- дрібнозернистий артилерійський: 0,7—1,3 мм;
- великозернистий артилерійський: C/86: 6—18 мм;
- мінний (гірничий) порох: 4—16 мм[99]

## Виробництво

### Перетирання
Димний порох є механічною сумішшю інгредієнтів, яку можна виготовити за допомогою ручного інструменту (ступки й товкача), як це й робили в Середньовіччі. Для ефективного горіння необхідне подрібнення інгредієнтів на пил та їхнє ретельне перетирання між собою, яке називають інкорпорацією. Що більші частинки інгредієнтів, то повільніше горить порох.
Для виготовлення пороху у великих масштабах історично використовували товкачні млини, однак вони були схильні до випадкових вибухів і вийшли з ужитку. Сучасні підприємства зазвичай використовують кульові млини, а для великого виробництва — також бігунні млини. Деякі підприємства використовують також струменеві млини. Подрібнення невеликої кількості інгредієнтів у домашніх умовах можна робити за допомогою невеликого кульового млина, барабана для галтування чи лабораторного подрібнювача, натомість кавомолки не забезпечують достатньо дрібних частинок.
Отриманий унаслідок перетирання та інкорпорації порох був пилоподібний, і його називали серпентином. Цей вид пороху з часом розшаровується, що особливо пришвидшується при транспортуванні.

### Зволоження суміші та гранулювання
Для уникнення проблем серпентину з кінця Середньовіччя порох виготовляють гранульованим. Для цього при виготовленні пороху додається рідина, яка допомагає частинкам пороху скріпитись між собою. Для зволоження суміші годиться проста вода, дещо кращу інкорпорацію забезпечує суміш води з ізопропіловим спиртом 50/50 або 30/70. У фольклорі фігурує використання сечі для зволоження суміші (особливо цінною нібито вважалась сеча людини, яка п'є вино), однак невідомо, чи покращуються властивості пороху від цього.
Після перетирання зволоженої суміші відбувається гранулювання (зернування). Воно можливе у вологій і сухій формах. За вологого гранулювання ще зволожена суміш прочавлюється крізь сито, утворюючи гранули, які пізніше висихають. За сухого гранулювання, яке зазвичай використовують у промисловості, зволожену суміш розмащують у тонкий корж, висушують, а потім подрібнюють на гранули. Другий спосіб значно небезпечніший через імовірність випадкового вибуху.
Зволоження суміші та гранулювання впливають на порох у такий спосіб:
- пришвидшує горіння, оскільки між гранулами присутнє повітря, що допомагає запалюванню;
- дозволяє контролювати швидкість горіння: що більша гранула, то повільніше порох горить;
- сприяє інкорпорації інгредієнтів, оскільки рідина розчиняє селітру;
- зменшує небезпеку від завислого порохового пилу, який утворюється за сухого змішування та є надзвичайно вибухонебезпечним.[94]

Альтернативою зволоженню є преципітація з висолюванням селітри на нерозчинну сірчано-вугільну суміш. Після змішування інгредієнти заливають водою й нагрівають до розчинення селітри, після чого виливають суміш у ізопропанол і отримують осаджену порохову масу.

### Процес виробництва
Для виробництва пороху використовувалися порохові млини, що так само як і борошномельні, приводилися в рух водою. Технологія на рубежі XVI—XVII століть описана в романі «Людолови» Зінаїди Тулуб:
|  | На порохових млинах працювали старі сивоусі козаки. Як папірні і рудні, млини приводилися в рух водою. Під одним жорном мололи селітру, під другим — деревне вугілля, від якого нічною темрявою стояла у повітрі чорна курява, а третє, найменше жорно повільно і неквапливо жувало лимонно-жовту сірку. Старий січовик підозріливо позирає на кожного, хто заходить до млина. Він ладен видерти люльку з рота роззяви або необачного. Сиві вуса його припорошені вугіллям, сорочка чорна, як у смоляра. Довго, обережно й старанно відмірює і відважує він роздроблену на борошно селітру і на п’ятнадцять частин її ще дбайливіше і обережніше додає три частини вугільного порошку і дві частини сірки. Тоді помічники його беруть дубовий товкач, довго розтирають суміш, потім пересипають її під прес. Готові коржі розтирають драчкою в суміжній кімнаті на зерна й діжками спускають у льох. |

Виготовлення димного пороху також описано у творі «На уходах» Андрія Чайковського:
|  | Та запорожець уже не віднині коло пороху порався. Сушили осичину, приладили добре оковані жорна і велику ступу, оковану при дні обручами. На жорнах мололи селітру і сірку окремо і ждали на вугілля, яке треба було добути з м’якого, добре висушеного листового дерева. Особливо велику увагу запорожець звертав на вугілля, — щоб дерево висохло «на перець» і добре перегоріло. Брав сімдесят частин селітри, по п’ятнадцять — сірки і вугілля, підливав води і мішав так довго в ступі, аж поки не вийшло чорне тісто, в якому не можна було пізнати ні сірки, ні селітри, ні вугілля. Це тісто пропускали через густе сито, з нього виходили чорні зернята. Їх просушили добре на сонці. Запорожець був задоволений, казав, що перша проба вийшла добре. Зараз насипав частину на дошку і став кресати вогонь. Впала іскра, порох спалахнув в одну мить. |

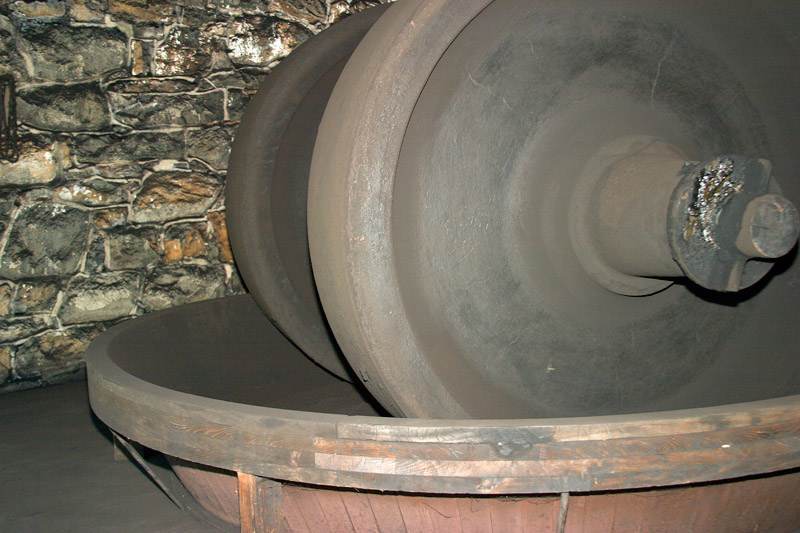
Жорно для помолу пороху в музеї (США, штат Делавер)

У XX столітті промислове виробництво чорного пороху на заводах відбувалось таким чином:
1. Подрібнення матеріалів (селітри, сірки й деревного вугілля) за допомогою кульових[en] або дискових[en] млинів. Інгредієнти подрібнювали окремо або сумішами двох із них, оскільки всі три разом подрібнювати небезпечно.
2. Змішування подрібнених компонентів здійснювалося схожим чином до подрібнення, однак залізні частини млина вкриті або замінені дерев'яними чи шкіряними. Отримана таким способом суміш дуже дрібнозерниста й годиться для ракет або запалювачів.
3. Ущільнювання суміші здійснює бігунний млин. Важкі бігуни перетирають і перемішують суміш з додаванням 8-10 % води, унаслідок чого утворюється пороховий корж.
4. Пресування суміші виконують вальці, бігунний млин або гідравлічний прес, утворюючи твердий корж завтовшки 2—5 см з густиною 1,7—1,8 г/см³, яка залежить від тиску та часу пресування. Після цього корж розбивається дерев'яними молотками.
5. Гранулювання здійснюється за допомогою пропускання коржа крізь зубчасті бронзові вали. Ці зерна далі потрапляють на сита з різними розмірами чарунок, які сортують їх за розміром. Пороховий пил[en] відправляють назад у бігуни для подальшого виробництва. Для щільного гарматного пороху після гранулювання порохові зерна зволожували до 3-3,5 % рідини, знову пресували й після цього спеціальні машини різали ці коржі спочатку на смуги, а потім на куби.
6. Полірування необхідне для надання пороховим зернам округлої форми. Внаслідок цього він стає менш гігроскопічним і дещо щільнішим. Його здійснюють полірувальні барабани, у яких внаслідок тертя між зернами пороху округлюються гострі кути й нерівності. Крім того, до пороху можуть додавати незначну кількість графіту для глянцевого вигляду й меншої гігроскопічності.
7. Ще дещо вологий порох відправляється в сушарки для усунення вологи.
8. Зрештою, порох фасується й відправляється на зберігання.[106][107]

## Властивості згоряння

### Запалювання
Порох надзвичайно чутливий до полум'я та іскор. Навіть незначна іскра внаслідок тертя металевих поверхонь може становити велику загрозу. Піддання іскрі або полум'ю є типовим способом підпалення пороху, зокрема, його використовували ґнотові, колісцеві, ударно-кременеві та капсульні замки. Температура займання становить близько 300 °C.
Порох також дещо чутливий до удару та тертя. Він вибухає при ударі 2-кг маси, яка падає з висоти 70—100 см. Ємність із димним порохом підпалюється при влучанні кулі.

### Фізичні процеси при згорянні

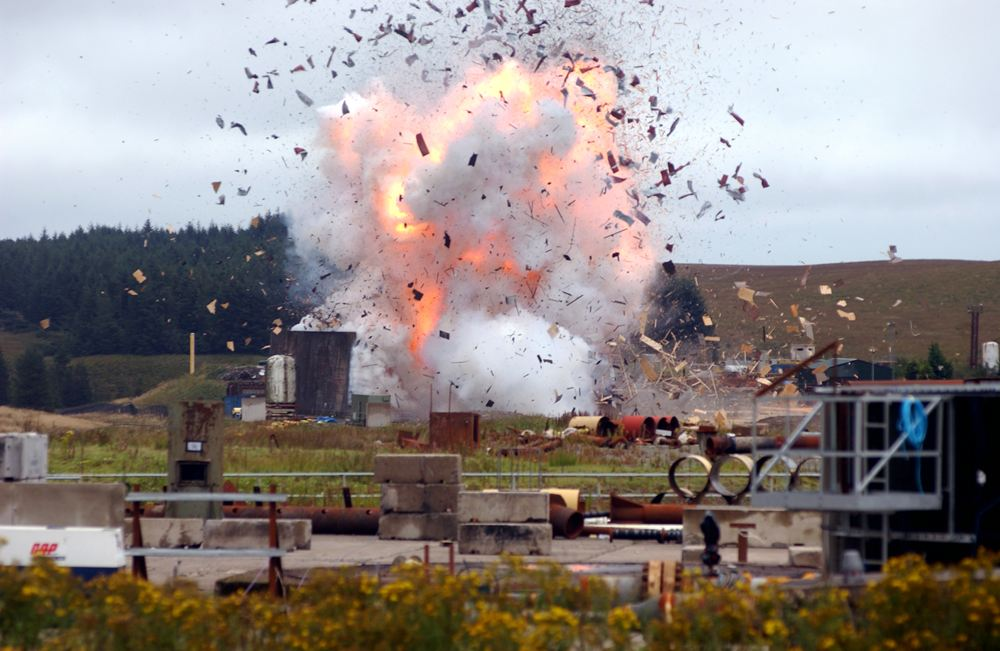
Експериментальний вибух димного пороху в кількості, яка дорівнює тій, що передбачалося використовувати в Пороховій змові 1605 року

Швидкість горіння димного пороху залежить від пропорцій інгредієнтів, розміру й форми гранул, кількості вологи та якості виробництва. Вибух пороху зазвичай являє собою вибухове горіння (дефлаграцію) — дуже швидке горіння з дозвуковою швидкістю, однак за згоряння в герметичному контейнері, коли розвивається високий тиск, він може перейти в детонацію — надзвукове горіння. Швидкість детонації чорного пороху може становити до 380—420 м/с (що все ще дуже повільно: для порівняння, ТНТ має швидкість детонації близько 6860 м/с).
Швидкість горіння чорного пороху за атмосферного тиску вища, ніж така в бездимного пороху, але за вищого тиску залежить від характеру гранул. Якщо густина зерен менша за 1,75 г/см³, то горить уся маса заряду. Якщо більша, то зерна горять паралельними шарами, відповідно, швидкість згоряння залежить від розміру зерна. Порох для гірництва чи інженерної справи може мати низьку густину (напр. 1,67 г/см³), внаслідок чого горить дуже швидко, натомість пресований стрільний порох зазвичай має вищу густину (напр. 1,87 г/см³) й горить значно повільніше, паралельними шарами.
Лінія пороху з густиною 1,8 г/см³ горить зі швидкістю 10 см/сек за тиску 1660 кг/см², тоді як бездимний порох за тих самих умов показує швидкість 15—30 см/сек. За даними Боудена, швидкість поширення горіння від зерна до зерна становить 60 см/сек за атмосферного тиску та 2000 см/сек за тиску 30—50 атм. Температура вибуху становить, за різними даними, від 2100 до 2770 °C.

Дегресивне, лінійне та прогресивне горіння гранул

Звичайні гранули пороху в ході згоряння зменшують поверхню горіння, відповідно, зменшується й газоутворення. Таку форму називають дегресивною. Натомість якщо гранула має канал (отвір), то вогонь буде зменшувати зовнішню поверхню, але збільшувати внутрішню. Наприклад, у гранули трубчастої форми ці зміни компенсують одна одну, тож газоутворення постійне. Натомість призма з кількома каналами має прогресивну форму, тобто, газоутворення зростає з часом. Лінійне або прогресивне згоряння дозволяє забезпечити тривалий тиск газів упродовж руху снаряда стволом замість швидкого спалаху, що було особливо важливо для великокаліберної артилерії.
При згорянні димного пороху утворюються тверді й рідкі частинки, що утворюють щільний біло-сірий дим. Маса твердих частинок складає значну частку від маси заряду, що є однією з причин невисокої потужності димного пороху. Різні джерела наводять різні відсотки маси твердих частинок. Досліди Роберта Бунзена та Леона Шишкова з порохом з пропорцією селітри, вугілля та сірки 79 : 12 : 9 % показали, що маса твердих і рідких частинок становить ~69 % від маси заряду. Горст наводить масу до 50 %. Об'єм утворених речовин перевищує початкову масу пороху приблизно у 250 разів.
Досліди Ендрю Нобля та Фредеріка Абеля показали такі показники теплоти вибуху та об'єму вивільненого газу при згорянні різних видів пороху:
| Вид пороху           | Пропорція суміші | Теплота вибуху, ккал/кг | Об'єм газу, л/кг |
| -------------------- | ---------------- | ----------------------- | ---------------- |
| Великозернистий      | 75:10:15         | 726                     | 274              |
| Дрібнозернистий      | 75:10:15         | 764                     | 241              |
| Підривний (гірничий) | 62:16:22         | 516                     | 360              |
| Коричневий           | 80:2:18          | 837                     | 198              |

### Хімічні процеси при згорянні
Хімічні процеси, що відбуваються при горінні чорного пороху, надзвичайно складні, тож повну реакцію його згоряння неможливо точно записати однією формулою. Під час горіння (вибуху) пороху відбувається низка різноманітних реакцій, що можуть відбуватись одночасно або послідовно. Щобільше, реакція залежить від складу суміші, умов підпалення, швидкості горіння, тиску, температури та вологості повітря та інших чинників — відповідно, кожне окреме згоряння чи вибух димного пороху відбувається за своєю унікальною реакцією.
За дослідами Роберта Бунзена та Леона Шишкова з порохом з пропорцією 79 : 12 : 9 % вивільнені при згорянні гази містять близько 50 % вуглекислого газу CO2, 40 % азоту N2, 4 % чадного газу CO та 0,5—1,5 % інших речовин, як то водень, кисень і сірководень. Решту маси складають тверді речовини, передусім карбонат калію K2CO3 та сульфат калію K2SO4, та менша частина інших сполук, таких як сульфат амонію, сульфід калію, тіосульфат калію, тіоціонат калію, залишки селітри, сірки, вуглецю тощо.
Реакція згоряння пороху можлива за температури понад 130—150 °C, що перевищує температуру плавлення сірки, й розпочинається вона з реакції між воднем у вугіллі (зокрема, в органічних речовинах у вугіллі) та сіркою, утворюючи сірководень. Ця сполука за температури 285—290 °C реагує з селітрою, утворюючи сульфат калію, й тепло від неї достатнє для плавлення селітри (т. пл. 340 °C). Що нижча температура плавлення селітри, то швидше починається ця реакція, тому домішка натрієвої селітри NaNO3 (т. пл. 313 °C) сприяє запалюванню. Відтак розплавлена селітра реагує з розплавленою сіркою та вуглецем, провокуючи запалювання наступних частинок пороху.
Деревне вугілля утворюється піролізом деревини, переважно складається з вуглецю (C) й невеликою мірою з органічних сполук, як лігнін і целюлоза, та інших речовин. Деякі науковці позначають деревне вугілля формулами на кшталт C7H4O або C20H7O — такі позначення не зображують жодної справжньої сполуки, просто наближаючи елементний склад.
Існують умовні узагальнені формули, що приблизно відображають реакції. Найпростіша — формула Мішеля-Ежена Шевреля, що відповідає масовому співвідношенню селітри, вуглецю й сірки 74,8 : 13,3 : 11,9 %:
{\displaystyle {\ce {2KNO3 + 3C + S -> K2S + N2 + 3CO2}}}
Германн Каст вивів таке рівняння реакції з урахуванням кисню та водню, що їх містить деревне вугілля:
{\displaystyle {\ce {74 KNO3 + 30 S + 16 C6H2O -> 56 CO2 + 14 CO + 3 CH4 + 2 H2S + 4 H_2 + 35 N2 + 19 K2CO3 + 7 K2SO4 + 2 K2S + \\ \ + 8 K2S2O3 + 2KCNS + (NH4)2 CO3 + C + S + 665 kcal/kg,}}}
де C6H2O — деревне вугілля.
Сірка відіграє важливу роль у реакції:
- збільшує кількість газу, що утворюється при реакції. Без сірки утворюється лише K2CO3, але в присутності сірки утворюються CO2, K2SO4 та K2S;
- зменшує початкову температуру запалювання. Наприклад, суміш 2 молей KNO3 та 3 грам-атомів вуглецю починає декомпонувати за 320 °C і вибухає за 357 °C. Натомість аналогічна суміш з 2 грам-атомами сірки декомпонує й вибухає за 290 °C та 311 °C відповідно;
- підвищує чутливість сумішей до удару;
- протидіє формуванню чадного газу CO та ціанистого калію KCN, які утворюються внаслідок реакції селітри з вуглецем: {\displaystyle {\ce {K_2CO_3 + 2C -> 2K + 3CO}}} та {\displaystyle {\ce {2K + 2C + N_2 -> 2KCN}}}. Натомість із сіркою утворюється сульфат калію, що реагує таким чином: {\displaystyle {\ce {K_2 SO_4 + 2C -> K_2S + 2CO_2}}}. З огляду на високу токсичність чадного газу, в шахтах дозволено використовувати порох з вмістом сірки не менше за 10 %[112].

Горіння безсірчаного пороху з пропорцією селітри й вугілля 87,1 : 12,9 % відбувається приблизно за такою формулою:
{\displaystyle {\ce {4KNO3 + 5 S -> 2 K2CO3 + 2N2 + 3CO2}}}

### Порівняння з іншими вибухівками
За класифікацією вибухових речовин (ВР) димний порох, як і бездимний, належить до порохів, тобто, метальних ВР. Для цієї групи речовин характерне горіння (дефлаграція), що не переходить у високошвидкісну детонацію за звичайних умов. Це відрізняє порохи від бризантних ВР, швидкість детонації яких може становити тисячі метрів на секунду. В англомовній термінології димний порох відносять до класу low explosives (буквально «низькі вибухівки») на противагу бризантним high explosives (букв. «високі вибухівки»).
Димний порох має малу фугасність (за методом свинцевої бомби): 30 см³; для порівняння, в ТНТ (тринітротолуола) цей показник може становити 285 см³.
Значна частка (понад 50 %) твердих частинок при згорянні димного пороху призводить до кількох недоліків. По-перше, ці частинки утворюють густий дим, який перекриває ціль і видає позицію стрільця. По-друге, ці частинки дуже корозійно агресивні: зокрема, вони утворюють при контакті з повітрям сірчисту кислоту (H2SO3), що роз'їдає ствол. Забруднення ствола після пострілу потребує чищення, в інакшому разі зменшується точність пострілу.
Переваги бездимного пороху порівняно з димним:
- потужність у 2—3 рази вища завдяки більшому об'єму газу та вищій теплоті вибуху;
- відсутність значного димоутворення, що уможливлює застосування магазинних гвинтівок, кулеметів і швидкострільних гармат;
- широка можливість вибору марки пороху, що відповідає будь-якій гарматі;
- однорідність дії завдяки однорідності порохової маси;
- невелика чутливість до вологості та сирості;
- відсутність порохового пилу;
- менша небезпечність у виробництві.[125]

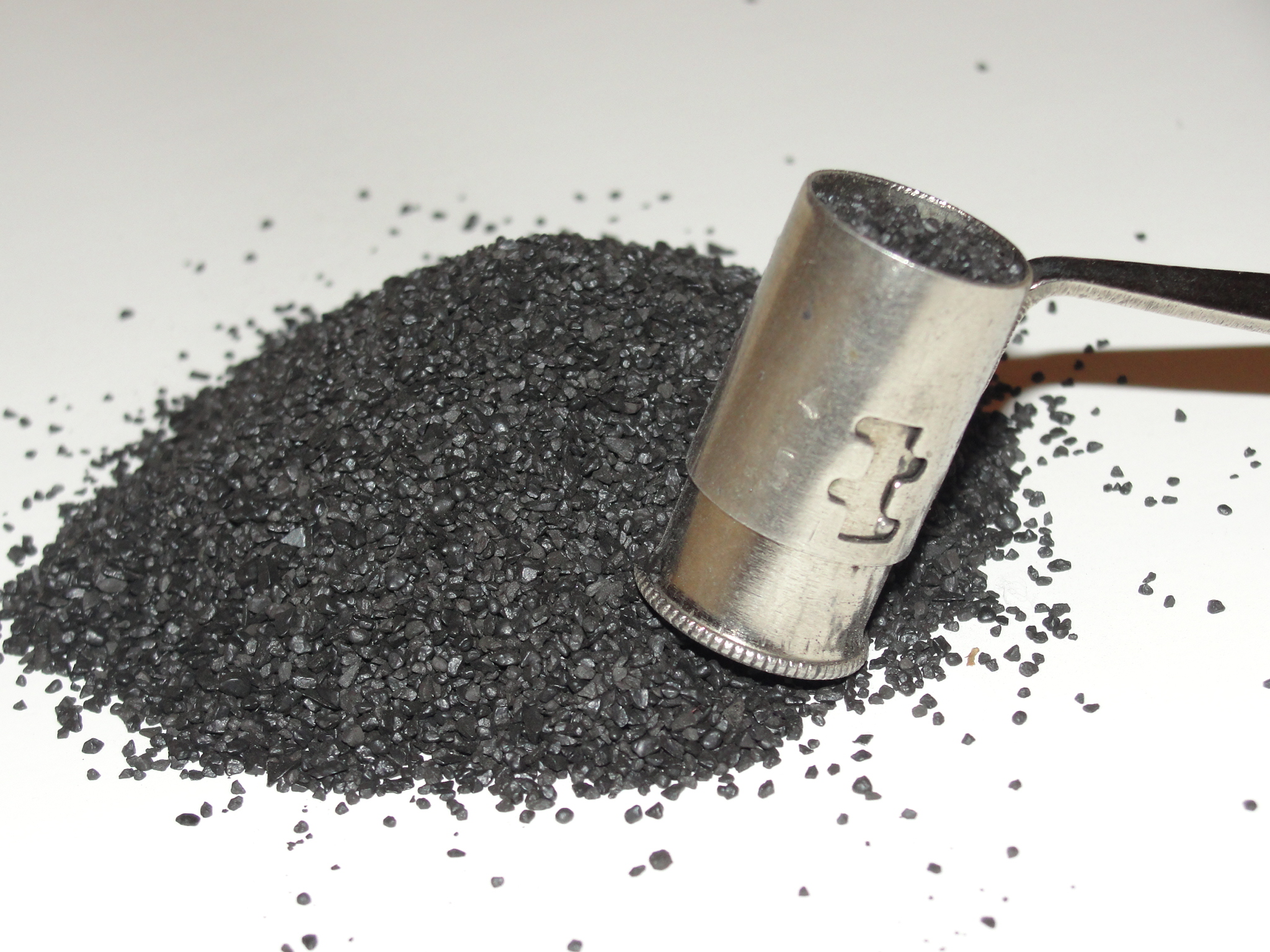
Мисливський димний порох та об'ємна мірка для відмірювання зарядів

Однак чорний порох добре годиться для запалювання інших вибухових речовин (у тому числі й бездимного пороху), оскільки сам легко запалюється від променя полум'я та добре придатний для пресування, а з іншого боку — має гарну запалювальну дію завдяки високій температурі полум'я та наявності в продуктах згоряння понад 50 % твердих і рідких частинок. Завдяки цим якостям димний порох донині застосовується в складі вибивних зарядів, сповільнювачів у снарядах і запальників у артилерійських пострілах.
Невисока потужність димного пороху порівняно з бездимним робить стрільбу менш ефективною, однак безпечнішою. Зокрема, його можна відміряти об'ємною міркою замість точного зважування — що для бездимного пороху не практикується через небезпеку.
| 1 кг пороху                        | Теплота вибуху, ккал/кг | Об'єм газу, л | Початкова швидкість снаряда, м/сек |
| ---------------------------------- | ----------------------- | ------------- | ---------------------------------- |
| Димний порох                       | 685                     | 285           | 430                                |
| Нітрогліцериновий (50 %) бездимний | 1290                    | 840           | 960                                |
| Піроксиліновий бездимний           | 900                     | 830           | 860                                |

## Зберігання та інструменти

### Зберігання

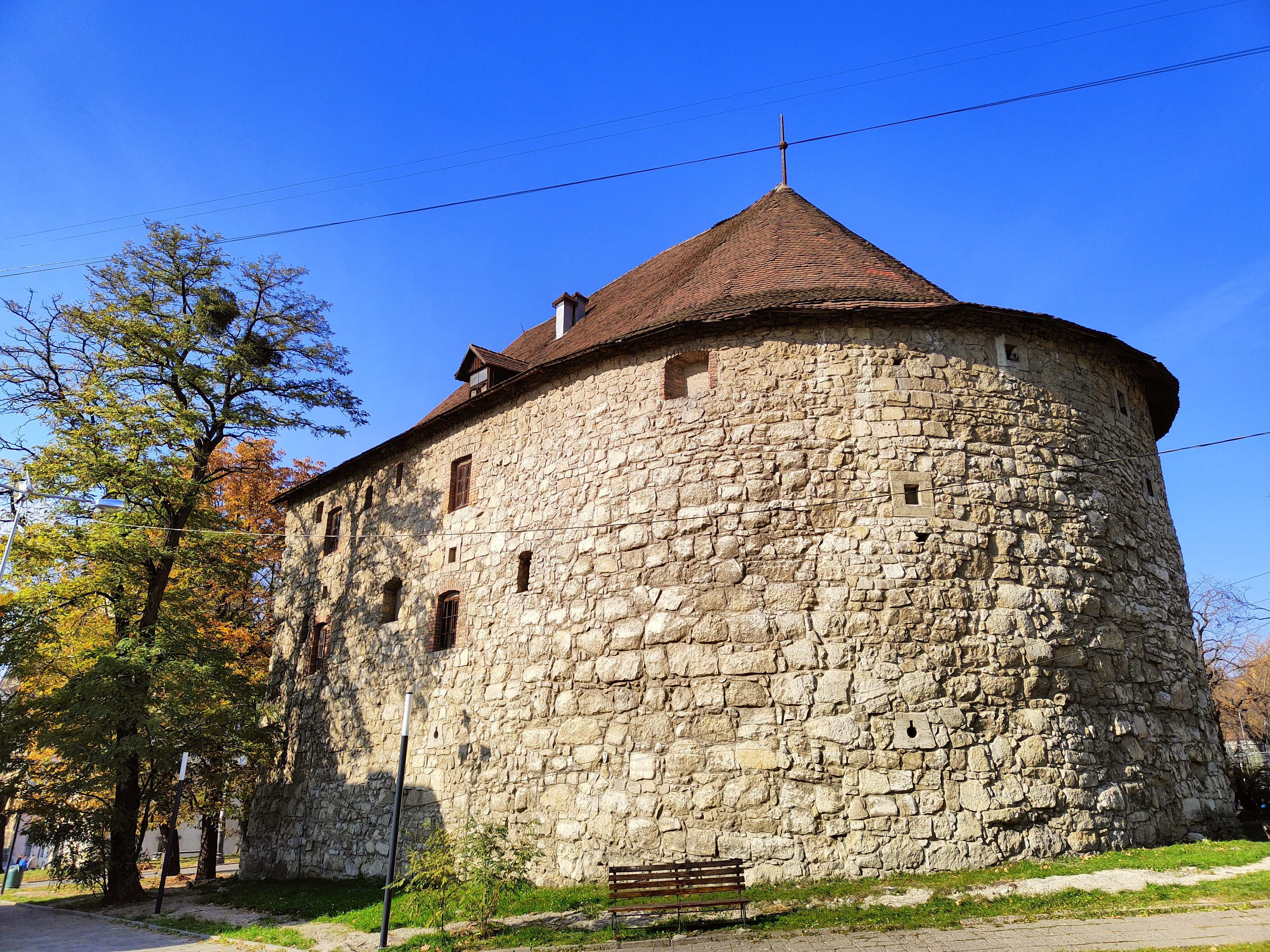
Порохова вежа у Львові

Порох слід зберігати в сухому місці, без джерел тепла, вогню та іскор. Порох, який зберігають у сприятливих умовах, може залишатись ефективним дуже довго: наприклад, 1856 року на острові Родос вибухнуло сховище, в якому зберігався порох виробництва 1522 року. Про катастрофічні наслідки порушення правил безпечного зберігання пороху свідчить Делфтський вибух. 12 жовтня 1654 року у Делфті внаслідок необережного поводження з ліхтарем вибухнув найбільший підземний пороховий склад Голландської республіки, що містив понад 80 000 фунтів пороху. У результаті потужного вибуху було зруйновано чверть території міста: щонайменше 500 будинків були пошкоджені без можливості реставрації, 200 з них були зрівняні із землею, загинуло від кількох сотень до тисячі людей.
Існує кілька історичних різновидів будівель для зберігання пороху. Зокрема, такими є порохові вежі (як-от Порохова вежа у Львові та Порохова брама в Празі) та краще захищені, часто підземні порохові погреби.
Історично для зберігання димного пороху застосовували дерев'яні порохові бочки. Станом на 1930-ті порох насипали в товсті джутові або тикові мішки по 50 кг і вкладали до дерев'яних бочок. Для уникнення сирості бажано використовувати ящики з подвійним дном.

### Аксесуари

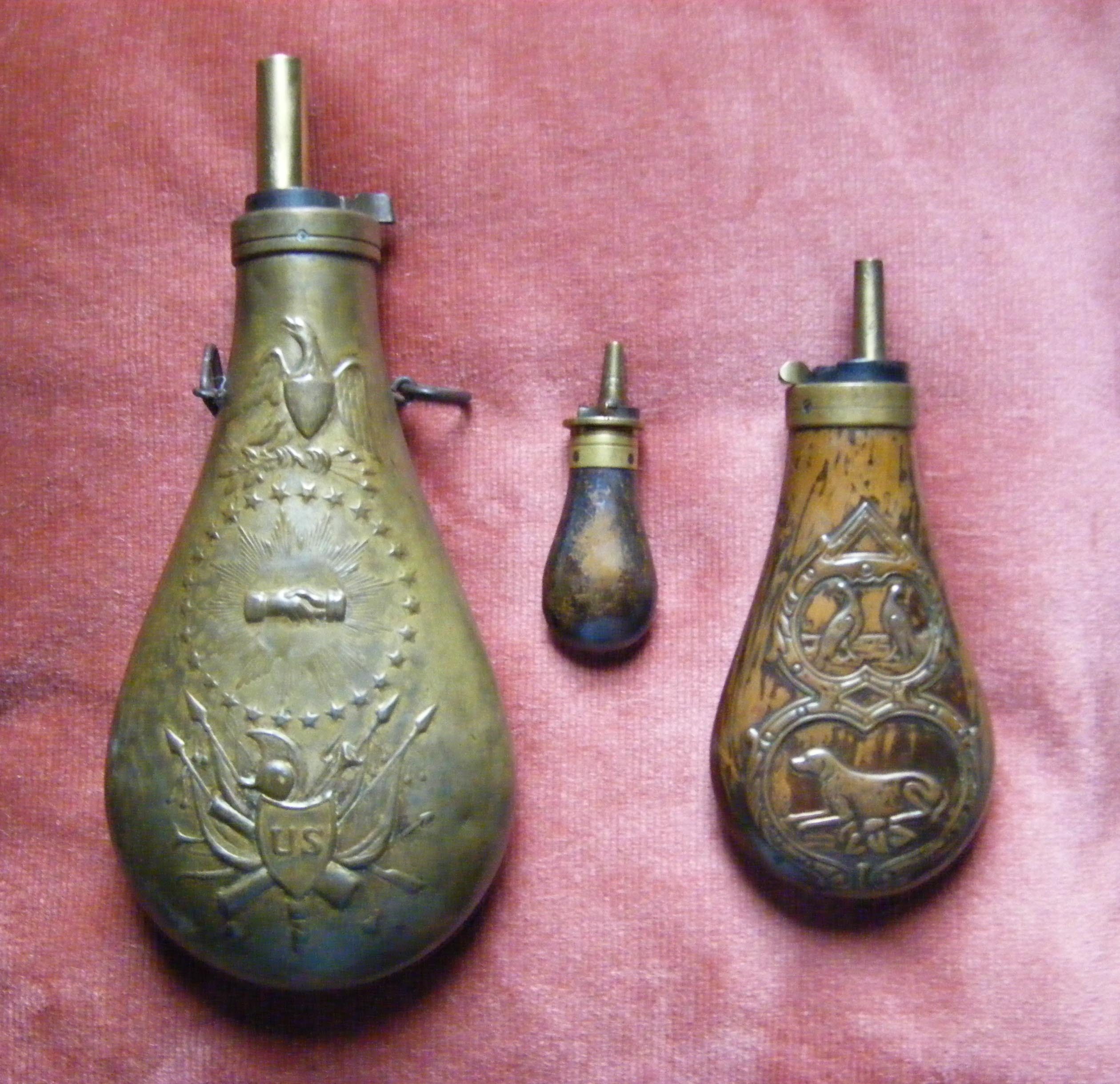
Порохівниці

Для зручного використання димного пороху існує низка інструментів і аксесуарів. Для перенесення пороху використовували різних розмірів і форм порохівниці та порохові роги, призначені для утримання пороху, але не насипання до зброї. Також існували запалювальні порохівниці менших розмірів, призначені для насипання дрібного пороху на запалювальну полицю. Для засипання пороху до зброї слугували зарядники (об'ємні мірки, розраховані на один постріл), а також паперові набої, що були одночасно зарядником, пижем і контейнером для кулі. Для гармат використовували зарядні картузи — мішечки, набиті стандартним зарядом пороху.
Нагар і тліючі залишки в каморі та стволі дульнозарядної зброї потребували прибирання після пострілу з димним порохом, для чого в артилерії використовували банники, а в стрілецькій зброї — шомполи.

### Випробування
До винаходу пристроїв порох випробовували приблизно, грубими методами. Першим і найпростішим пристроєм для тестування пороху був епрувет. Існували різні конструкції епруветів, але загальна ідея була в тому, що невеликий заряд пороху при згорянні рухає покажчик на шкалі. Ці пристрої були не дуже точні й не завжди відображали ефективність пороху для практичних ситуацій. Кращі результати показував балістичний маятник, що являв собою підвішену гармату (яка стріляла) або мішень (по якій стріляли), відхилення якої відображало ефективність пороху. Сучасні методики можуть включати високошвидкісне фільмування, електронні давачі та відтворювані перевірки швидкості горіння абощо.

## Вплив пороху на людство
Димний порох справив надзвичайний вплив на розвиток людства. Китайці вважають його одним із Чотирьох великих винаходів давнього Китаю, разом з компасом, папером і друком.

### Військова справа та державотворення

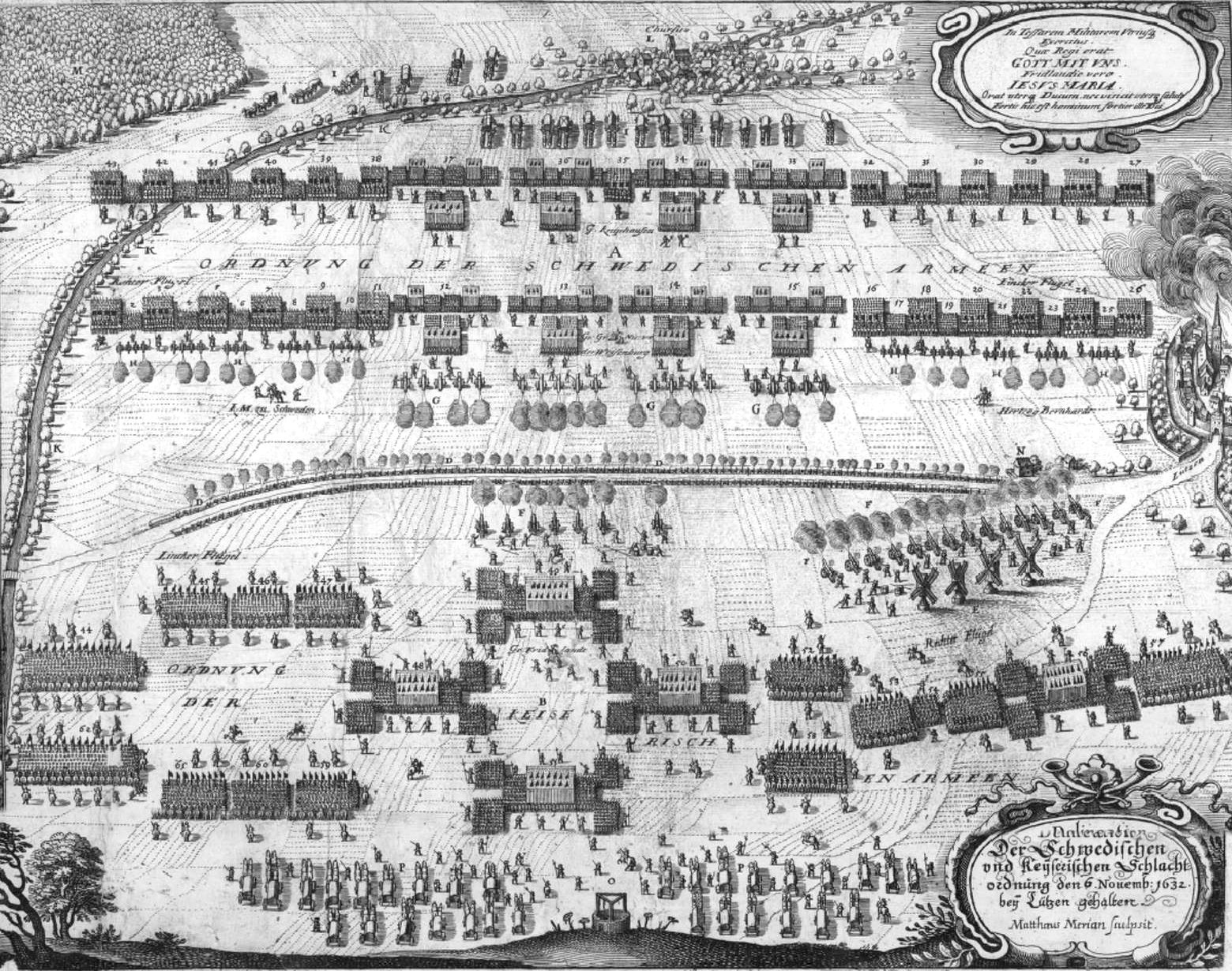
Лінійні порядки та артилерія в битві під Лютценом (1632)

У Китаї порох швидко інтегрувався до сталих військових традицій, які надавали перевагу далекобійній зброї та муштрованій піхоті. Натомість на Заході порох здійснив дійсно революційний вплив. На відміну від Китаю з його високорозвиненими традиціями фортифікації, в Європі гармати наприкінці XIV століття показали себе дієвою стінобитною зброєю, спростивши та пришвидшивши облоги тонкостінних замків і міст. Наприкінці XV століття європейці почали створювати зброю та засоби, що задали тенденцію на наступні століття: піхотні аркебузи, швидкострільні й маневрові «класичні» гармати, бастіонні фортеці та гарматні вітрильники-галеони.
Нова зброя була надзвичайно дорогою й потребувала великих коштів, що сприяло становленню централізованих держав з фіскальними системами замість феодального ладу. Наприкінці XVI століття європейці почали відновлювати забуті з часів давніх Риму та Греції військові практики муштри, що забезпечило їх ефективними арміями на заміну ополченням та лицарству. Ці зміни історики називають військовою революцією. Передові європейські технології й практики швидко переймали та розвивали й держави Сходу. Між Європою та Китаєм з'явились сухопутні імперії, такі як Османська імперія, імперія Сефевідів, імперія Великих Моголів та Московське царство, що швидко захоплювали території за значного використання вогнепальної зброї
Завдяки передовій вогнепальній зброї, вишколу піхоти, гарматним вітрильникам і бастіонним фортецям, які дозволяли утримувати території незначними силами, європейці змогли розпочати світову експансію. До пороху завоювання потребувало транспортування численних солдатів і припасів, тоді як руйнівну силу пороху можна було вмістити у звичайних бочках. Першою на початку XVI століття колонізацію розпочала Португальська імперія, яка завдяки гарматним кораблям почала впливати на Індію й захопила частину Південної Америки, що пізніше стала Бразилією. Іспанська імперія в першій половині XVI століття розпочала масштабну експансію в Центральній та Південній Америці, знищивши Ацтекську імперію. На початку XVII століття новими морськими наддержавами стали Голландська республіка та Британська імперія. Порох мав вирішальний вплив на геополітику, змінивши стосунки між європейцями й рештою світу, як і характер ведення війн.

### Наука та інженерія

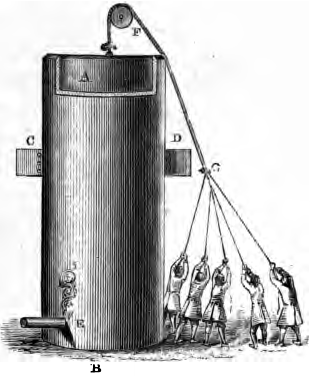
Прототип порохового двигуна Гюйгенса (1682)

Порох відіграв важливу роль у розумінні природи горіння й справив вплив на Наукову революцію в Європі XVII століття. Багато хто з науковців прагнув з'ясувати, яким чином порох здатен загорятись навіть без доступу кисню. Роберт Бойл припустив, що селітра «збуджує випари, які імітують повітря», а Роберт Гук вважав, що вогонь спричиняє деяка субстанція, що є і в повітрі, і в селітрі, а при згорянні частина займистого матеріалу розчиняється в повітрі. 1665 року Гук прийшов до революційного для хімії висновку, що вогонь не є елементом (стихією). Антуан-Лоран Лавуазьє близько 1772 року з'ясував, що вогонь є хімічною реакцією з деякою субстанцією, наявною в повітрі та селітрі, яку назвав оксигеном.
Порох також цікавив дослідників динаміки. 1540 року Ванноччо Бірінґуччо припустив, що вогонь займає в тисячу разів більше об'єму за землю, тож переходячи в стан вогню, порох збільшувався в об'ємі та завдяки тиску виштовхував снаряд. 1531 року Нікколо Тарталья вирішив застосувати математику для дослідження руху артилерійських ядер, започаткувавши нову галузь фізики — балістику. Наприкінці XVI століття балістика зацікавила Ґалілео Ґалілея. Він здогадався розділити сили, прикладені до снаряда, на складники: силу вибуху, що виштовхує снаряд з гармати, та силу тяжіння, що тягне снаряд донизу. На основі обрахунків вчений з'ясував, що снаряд завжди рухається передбачуваною кривою — параболою, що залежить лише від кута піднесення ствола та сили пострілу.
Порох вплинув і на наближення Промислової революції. Хрістіан Гюйгенс у 1670-ті міркував про компактні й транспортабельні джерела енергії. Його вибором став димний порох і він захопився ідеєю порохового двигуна. Попри неуспіх цієї задумки, він привів Дені Папена до кращої ідеї теплового двигуна, що б використовував пару від нагрітої води. Папен створив паровий автоклав, що став одним із провісників парового двигуна.

### Культура

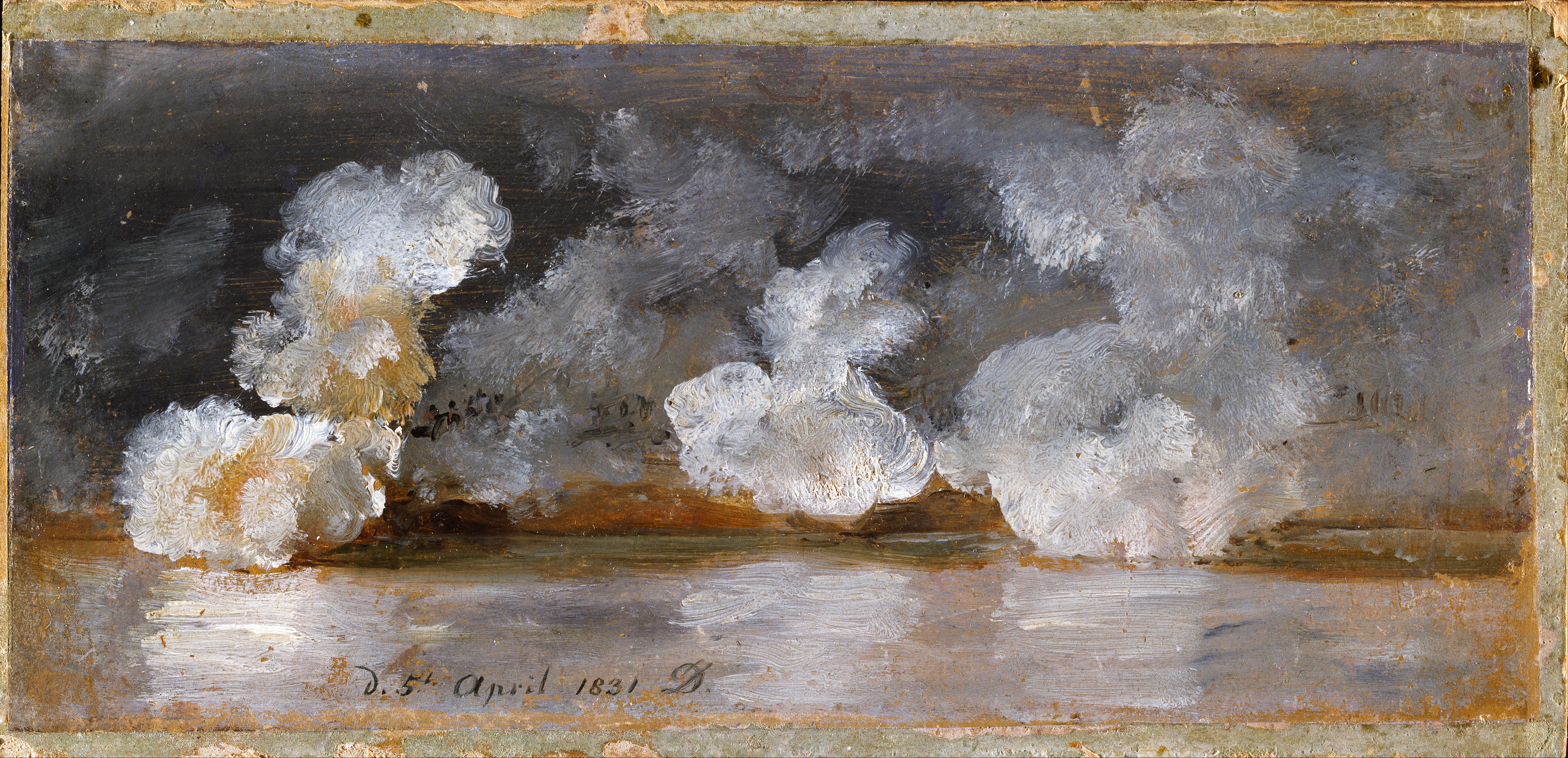
«Дим від гарматних пострілів», Юган Крістіан Даль, 1831

Від появи в Європі димний порох асоціювали з Дияволом і темними силами, чому сприяли несамовитість вибуху, сірчаний запах, дим і полум'я, що асоціювалось із Пеклом. Англійський поет Бен Джонсон (1572—1637) назвав гіпотетичного винахідника гармат «тим, хто дістав гармати зі сраки Диявола». У поемі «Втрачений рай» (1667) Джона Мілтона гармати використовують сили Люцифера, а архангел Рафаїл попереджає Адама, що люди ніколи не мають винаходити такі руйнівні машини. Однією з причин, чому Гюйгенс намагався створити пороховий двигун, було прагнення показати, що порох може бути не лише засобом вбивства та руйнування. Прикметно, що інфернальні асоціації не заважали Папській державі використовувати порох і вогнепальну зброю незгірше інших держав.
Деякі історичні події, пов'язані з димним порохом, справили вагоме враження на суспільство та культуру. Наприклад, під час Порохового заколоту 1605 року в Лондоні заколотники на чолі з Ґаєм Фоксом невдало намагались знищити британський Парламент разом з королем Яковом I, підклавши під Вестмінстерський палац близько 1400 кг пороху. Попри неуспіх, подія широко представлена в культурі, а британці кожного 5 листопада відзначають Ніч Ґая Фокса, під час якої традиційно запускають феєрверки.
Порох фігурує в низці фразеологізмів: «витрачати порох» — докладати значних зусиль, «не нюхати пороху» — не брати участі в бойових діях, «тримати порох сухим» — бути готовим до дати відсіч. Порох образно використовують на позначення запасу сили та енергії, як то у виразі «є ще порох у порохівницях» — дехто ще не вичерпав свої сили чи творчі можливості. Порохова бочка застосовується як метафора до небезпечної ситуації, що може несподівано стати неконтрольованою. Так можуть назвати небезпечний район міста чи регіон: зокрема, Балкани називають «пороховою бочкою Європи» через тривалу нестабільність регіону. Аналогічне значення має вислів «сидіти на пороховій бочці» (англ. to sit on a powder keg) — перебувати в небезпечній ситуації, що може раптово піти не за планом.
Порох не дуже поширений у класичному фентезі, оскільки його дія применшує ефектність магії, а бойові дії стають менш романтичними. Він частіше використовується силами зла, як-от у «Володарі перснів» Толкіна. Однак на початку 2000-х з'явились нові піджанри історичного фентезі, як «порохове фентезі» (англ. gunpowder fantasy) та «кременеве фентезі» (англ. flintlock fantasy), в яких події відбуваються після винаходу пороху. Прикладами є «Promise of Blood» Браяна Макклеллана (2013), «The Alloy of Law» Брендона Сандерсона (2011), «His Majesty's Dragon» Наомі Новік (2006) тощо.
За англомовною назвою пороху (англ. gunpowder) названо різновид зеленого чаю ганпаудер, оскільки його частинки схожі на гранули пороху.